# Gouvernement provisoire du Bangladesh
Cet article concerne la période 1971-1972. Pour la période 1996-2008, voir Gouvernement intérimaire du Bangladesh. Pour la période débutée en août 2024, voir Gouvernement Yunus.
Gouvernement provisoire
Pakistan oriental République populaire du Bangladesh
Le Gouvernement provisoire du Bangladesh, plus connu sous le nom de Gouvernement Mujibnagar, a été établi à la suite de la déclaration d'indépendance du Pakistan oriental le 10 avril 1971. C'était la direction suprême du mouvement de libération du Bangladesh. Il comprenait le premier gouvernement du Bangladesh, le corps diplomatique bangladais naissant, l'Assemblée constituante du Bangladesh, les forces militaires, paramilitaires et de guérilla Mukti Bahini et la radio indépendante du Bangladesh.
Le gouvernement provisoire a été formé dans la ville de Mujibnagar (anciennement Baidyanathtala). Sa capitale en exil était Calcutta, capitale de l'État indien du Bengale occidental et ancienne capitale de l'Inde britannique, qui a accueilli des milliers de réfugiés du Bangladesh fuyant le génocide de 1971. Le gouvernement provisoire comprenait de nombreux transfuges du gouvernement pakistanais, du service extérieur et de l'armée, ainsi que des intellectuels et des personnalités culturelles du Pakistan oriental. Son directeur général était Tajuddin Ahmad, le premier Premier ministre du Bangladesh.
Une campagne mondiale a été lancée par le Gouvernement provisoire pour obtenir un soutien en faveur de l'indépendance du Bangladesh, des victimes du génocide et des réfugiés. Il a nommé des envoyés spéciaux et mené des missions représentatives à New Delhi, Washington D.C. et Londres, entre autres villes.

## Formation
Le gouvernement provisoire a été établi dans la ville de Baidyanathtala à Meherpur, dans le district de Kouchtia. Ses dirigeants ont prêté serment dans un verger de mangues près du site de la bataille de Plassey, où les Britanniques ont vaincu le dernier Nawab indépendant du Bengale en 1757.

## Constitution
La base juridique du gouvernement provisoire du Bangladesh a été fournie par la proclamation de l'indépendance du pays le 10 avril 1971, qui a servi de constitution provisoire du Bangladesh jusqu'en 1972. Elle a déclaré que le Pakistan n'avait pas convoqué ses représentants élus pour élaborer une nouvelle constitution le 3 mars 1971 et qu'il avait plutôt lancé une « guerre injuste et traître », une référence au génocide de 1971. En conséquence, le Sheikh Mujibur Rahman, décrit comme le dirigeant incontesté des 75 millions d'habitants du Pakistan oriental, a répondu aux aspirations à l'autodétermination en déclarant l'indépendance du Bangladesh le 26 mars 1971.
La proclamation a déclaré que le Bangladesh était une République populaire dont les principes fondamentaux étaient l'égalité, la dignité humaine et la justice sociale.

## Parlement
La constitution provisoire a converti les membres bengalis élus des assemblées nationales et provinciales du Pakistan en membres de l'Assemblée constituante du Bangladesh.

## Forces armées
L'aile militaire du gouvernement provisoire était le Mukti Bahini. Les guérilleros de libération du Bangladesh étaient basés dans des camps à la frontière entre le Pakistan oriental et l'Inde. En décembre, elle s'est jointe aux forces indiennes dans le cadre d'une offensive alliée conjointe Bangladesh-Inde contre le Pakistan, qui a abouti à la victoire.

## Bureaucratie
De nombreux membres bengalis de la fonction publique pakistanaise ont fait défection devant le gouvernement du Bangladesh,.

## Aile culturelle
Le Swadhin Bangla Betar Kendra a servi d'aile de propagande culturelle du gouvernement provisoire du Bangladesh.